# Brunehaut
Brunehaut (en picard Brunéo) és un municipi belga de la província d'Hainaut a la regió valona. Està compost per les seccions de Brunehaut, Bléharies, Guignies, Hollain, Howardries, Jollain-Merlin, Laplaigne, Lesdain, Rongy i Wez-Velvain.

## Agermanaments
- Sallenelles